# Al·legoria de la disbauxa i el plaer
L'Al·legoria de la disbauxa i el plaer és una obra de l'holandés Hieronymus Bosch creada entre el 1490 i el 1500. A hores d'ara s'exhibeix a la Yale University Art Gallery de New Haven, a Connecticut (Estats Units).
Aquest és el plafó esquerre d'un tríptic, les diferents parts del qual ara s'han separat. Els altres plafons del Tríptic del vagabund són El vaixell dels bojos i La mort i l'avar.

## Història de l'obra
El 1972, l'historiador i crític d'art Filedt Kok plantejà la hipòtesi, basant-se en extraordinàries semblances en el disseny, que quatre de les obres de H. Bosch podrien formar part d'un sol conjunt (potser un tríptic):El vagabund, L'Al·legoria de la disbauxa i el plaer, El vaixell dels bojos i La mort de l'avar. Llavors, la hipòtesi no va tenir gaire èxit, sobretot perquè el primer plafó es va atribuir a una fase posterior de la vida de l'artista; i la darrera, per la presència de la figura monumental en primer terme.
Tanmateix, l'anàlisi dendrocronològica feta anys més tard confirmà aquesta hipòtesi, i posà de manifest fins a quin punt la fusta de les quatre obres era compatible amb el fet de pertànyer a un únic grup, datable de cap al 1494. Abans d'aquestes anàlisis, els historiadors havien datat l'obra entre el 1500 i el 1510.

## Descripció i anàlisi
El tríptic originari es componia d'El vaixell dels bojos a l'esquerra amb l' Al·legoria de la disbauxa i el plaer a sota i La mort de l'avar a la dreta. El plafó central ha desaparegut, si mai va existir (també podria haver estat un díptic), i El vagabund devia ser al darrere del plafó esquerre, tallat longitudinalment per tal d'obtenir-ne dos panells.
L'Al·legoria de la disbauxa i el plaer devia tenir la intenció de simbolitzar una condemna de la gola, i el plafó dret de l'avarícia. El fragment mostra un home obés muntant un barril que sura en un llac, envoltat de gent que l'empeny o destil·la el líquid al recipient. Al davall, un home nada duent al cap un recipient ple de carn. A la riba, la roba de les figures de bany s'ha deixat amuntonada, mentre que a la dreta, dessota una tenda de campanya, una parella es lliura als jocs sexuals, probablement per embriaguesa.